# Salute to Veterans Bowl
Pour les articles homonymes, voir Camellia (homonymie).
Le Salute to Veterans Bowl (anciennement Camellia Bowl) est le nom d'un match annuel joué après la régulière de football américain universitaire (Division 1 NCAA Football Bowl Subdivision ou Div. 1 FBS ), organisé depuis la saison 2014.
Il se déroule à Montgomery dans l'Alabama au stade du Cramton Bowl lequel a entièrement été rénové, les travaux ayant débuté vers la mi-2010 pour se terminer à la mi-2012.
L'Alabama accueille ainsi un troisième bowl universitaire annuel, le GoDaddy Bowl se jouant à Mobile et le BBVA Compass se jouant à Birmingham.
L'événement, propriété et géré par ESPN Events, a porté le nom du camélia, qui est la fleur de l'État de l'Alabama avant d'être renommé Salute to Veterans en 2024. Il ne fallait pas confondre cette dénomination avec l'ancien Camellia Bowl s'étant déroulé de 1961 à 1980 à Sacramento en Californie dans le Hugues Stadium. Cet ancien bowl mettait en présence des équipes de divisions inférieures (Football Championship Subdivision ou FCS).

## Histoire
La création de ce nouveau bowl est annoncée en août 2013 par ESPN Regional Television (une filiale de ESPN), organisatrice et propriétaire de l'évènement. 
Il met en présence, pour une période de six années, des équipes issues de la Sun Belt et de la MAC .
Les Falcons de Bowling Green remporte la 1re édition.

## Ancien logo

2014 (sans sponsor).
2014-2017.
2018.
2019-2020 (sans sponsor).
2021.
2022-2023.

## Sponsoring
À partir de la seconde édition (2015), le nom de l'événement est sponsorisé par la société Raycom Media et le match est alors officiellement dénommé le Raycom Media Camellia Bowl jusqu'à l'édition 2018. Raycom Media possède son siège à Montgomery en Alabama et il s'agit d'une société regroupant plusieurs médias locaux (télévisions, radios, sites internet) diffusant principalement dans l'Est des États-Unis.
Le bowl n'est pas sponsorisé en 2019 et 2020.
La société TaxAct (en), spécialisée en préparation de logiciels, sponsorise ensuite l'édition 2021.
Le 15 octobre 2024, la société Integrated Solutions for Systems, Inc. (IS4S), une entreprise gouvernementale et militaire basée à Huntsville en Alabama, annonce devenir le sponsor principal de l'évènement, le rebaptisant IS4S Salute to Veterans Bowl.

## Palmarès
| Dates            | Vainqueurs                              | Scores  | Finalistes                        | Assistances | Conférences      | Résumé |
| ---------------- | --------------------------------------- | ------- | --------------------------------- | ----------- | ---------------- | ------ |
| 20 décembre 2014 | Falcons de Bowling Green (8-6)          | 33 - 28 | Jaguars de South Alabama (6-7)    | 20 256      | MAC - Sun Belt   | Note   |
| 19 décembre      | Mountaineers d'Appalachian State (10-2) | 31 - 29 | Bobcats de l'Ohio (8-4)           | 21 395      | Sun Belt - MAC   | Note   |
| 17 décembre      | Mountaineers d'Appalachian State (9–3)  | 31 - 28 | Rockets de Toledo (9–3)           | 20 500      | Sun Belt - MAC   | Note   |
| 16 décembre      | Blue Raiders de Middle Tennessee (6-6)  | 35 - 30 | Red Wolves d'Arkansas State (7-4) | 20 612      | C-USA - Sun Belt | Note   |
| 15 décembre 2018 | Eagles de Georgia Southern (9-3)        | 23 - 21 | Eagles d'Eastern Michigan (7-5)   | 17 710      | Sun Belt - MAC   | Note   |
| 21 décembre 2019 | Red Wolves d'Arkansas State (7-5)       | 34 - 26 | Panthers de FIU (6-6)             | 16 209      | Sun Belt - C-USA | Note   |
| 25 décembre 2020 | Bulls de Buffalo (5-1)                  | 17 - 10 | Thundering Herd de Marshall (7-2) | 2 512       | MAC - C-USA      | Note   |
| 25 décembre 2021 | Panthers de Georgia State (7-5)         | 51 - 20 | Cardinals de Ball State (6-6)     | 0           | Sun Belt - MAC   | Note   |
| 26 décembre 2022 | Bulls de Buffalo (6-6)                  | 23 - 21 | Eagles de Georgia Southern (6-6)  | 15 322      | MAC - Sun Belt   | Note   |
| 14 décembre 2023 | Huskies de Northern Illinois (6-6)      | 21 - 19 | Red Wolves d'Arkansas State (6-6) | 11 310      | MAC - Sun Belt   | Note   |
| 14 décembre 2024 | Jaguars de South Alabama (6-6)          | 30 - 23 | Broncos de Western Michigan (6-6) | 12 021      | Sun Belt - MAC   | Note   |

## Meilleurs joueurs du Bowl
| Saisons | Joueurs         | Équipes           | Postes |
| ------- | --------------- | ----------------- | ------ |
| 2014    | James Knapke    | Bowling Green     | QB     |
| 2015    | Marcus Cox      | Appalachian State | RB     |
| 2016    | Taylor Lamb     | Appalachian State | QB     |
| 2017    | Darius Harris   | Middle Tennessee  | LB     |
| 2018    | Shai Werts      | Georgia Southern  | QB     |
| 2019    | Layne Hatcher   | Arkansas State    | QB     |
| 2020    | Kevin Marks     | Buffalo           | RB     |
| 2021    | Grainer Darren  | Georgia State     | QB     |
| 2022    | Justin Marshall | Buffalo           | WR     |
| 2023    | Rocky Lombardi  | Northern Illinois | QB     |
| 2024    |                 |                   |        |

## Statistiques par Conférences
| Conférences | Gagnés | Perdus | %    |
| ----------- | ------ | ------ | ---- |
| Sun Belt    | 6      | 4      | 60,0 |
| MAC         | 4      | 5      | 44,4 |
| C-USA       | 1      | 2      | 33,3 |

## Statistiques par Équipes
| Rang | Équipes                          | Apparitions | G-(N)-P |
| ---- | -------------------------------- | ----------- | ------- |
| 1    | Mountaineers d'Appalachian State | 2           | 2-0     |
| 1    | Bulls de Buffalo                 | 2           | 2-0     |
| 3    | Red Wolves d'Arkansas State      | 3           | 1-2     |
| 4    | Jaguars de South Alabama         | 2           | 1-1     |
| 5    | Blue Raiders de Middle Tennessee | 1           | 1-0     |
| 5    | Eagles de Georgia Southern       | 1           | 1-0     |
| 5    | Panthers de Georgia State        | 1           | 1-0     |
| 5    | Falcons de Bowling Green         | 1           | 1-0     |
| 5    | Huskies de Northern Illinois     | 1           | 1-0     |
| 10   | Cardinals de Ball State          | 1           | 0-1     |
| 10   | Bobcats de l'Ohio                | 1           | 0-1     |
| 10   | Eagles d'Eastern Michigan        | 1           | 0-1     |
| 10   | Panthers de FIU                  | 1           | 0-1     |
| 10   | Eagles de Georgia Southern       | 1           | 0-1     |
| 10   | Broncos de Western Michigan      | 1           | 0-1     |
| 10   | Rockets de Toledo                | 1           | 0-1     |
| 10   | Thundering Herd de Marshall      | 1           | 0-1     |

## Liens Externes
- (en) Site Officiel